# كريستينا برانكو (مغنية)
كريستبنا برانكو (28 دجنبر 1972) مغنية برتغالية في فن الفادو, إحدى أنواع الموسيقى الثراثية بالبرتغال.

## وصلات خارجية
- كريستينا برانكو على موقع IMDb (الإنجليزية)
- كريستينا برانكو على موقع ميوزك برينز (الإنجليزية)
- كريستينا برانكو على موقع أول ميوزيك (الإنجليزية)
- كريستينا برانكو على موقع ديسكوغز (الإنجليزية)

1. ↑  الفادو بلغة جيل شاب في البرتغال تمثله كريستينا برانكو | Euronews نسخة محفوظة 15 ديسمبر 2019 على موقع واي باك مشين.
2. ↑  MusicBrainz (بالإنجليزية), MetaBrainz Foundation, QID:Q14005
3. ↑  كرستينا برانكو تهدي البحرين أغنية جديدة - صحيفة الأيام البحرينية نسخة محفوظة 05 نوفمبر 2017 على موقع واي باك مشين.